# Język makonde
Język makonde (ChiMakonde) – język należący do centralnej grupy bantu, używany przez lud Makonde w południowo-wschodniej Tanzanii i w północnym Mozambiku. Jest spokrewniony z yao. Posługuje się nim około 1,3 miliona osób.
Piśmiennictwo makonde jest bardzo ubogie. Udokumentowano jego gramatykę. 